# De linkse stroming, een kinderziekte van het communisme
De linkse stroming, een kinderziekte van het communisme (Russisch: Детская болезнь «левизны» в коммунизме) is een pamflet uit 1920 van Vladimir Lenin, de Russische communist die de leider was van Sovjet-Rusland en de latere Sovjet-Unie. 
Lenin schreef het ter gelegenheid van het Tweede Congres van de Komintern (Derde Internationale). Het verscheen begin juni 1920 in het Russisch, een maand later in het Duits, Frans en Engels. Het werd aan alle gedelegeerden van het congres ter hand gesteld.
Uit het handschrift blijkt dat Lenin aan de hoofdtitel aanvankelijk als ondertitel Poging tot een populaire uiteenzetting van de marxistische strategie en tactiek had toegevoegd. Tijdens zijn leven werd deze ondertitel echter nooit vermeld in de brochure.

## Inhoud
Lenin is kennelijk trots op het feit dat hij al twee en een half jaar de dictatuur van het proletariaat heeft kunnen uitoefenen, zoals hij het formuleert. Met de Oktoberrevolutie van 1917 kwam Lenin aan het hoofd van de Russische staat. Vanuit die positie geeft hij de communisten in eigen land en in andere Europese landen goede raad, of beter gezegd, hij spelt hen de les in soms scherpe bewoordingen. Het louter erkennen van het marxisme vrijwaart niet voor fouten, aldus een citaat. Lenin keert zich tegen zowel het rechtse doctrinarisme als tegen het linkse. De linkse afwijking wordt vaker vermeld maar soms schemert wel een sympathie door voor linkse overdrijvingen, terwijl de strijd tegen de bourgeoisie en de reactionairen meer een vanzelfsprekendheid is. Hij waarschuwt ook voor opportunisten en carrièrezoekers die toetreden tot de partij, nu die aan de macht is, en die alleen maar verdienen doodgeschoten te worden.
Tegen communisten die elk compromis met de 'vijand' afwijzen, verwijst Lenin naar de compromissen die hij en de bolsjewieken gesloten hebben: zo bijvoorbeeld de deelname aan burgerlijke verkiezingen, de Vrede van Brest-Litovsk (1918) en het Verdrag van Versailles (1919). Hij dringt er met name bij de Duitse vrienden op aan Versailles ook te aanvaarden, al hoeft zo'n compromis nooit definitief te zijn. Principieel tegen elk compromis zijn is een vorm van naïeve kinderachtigheid, aldus Lenin. Tegelijkertijd hekelt hij het heulen met de vijand, waartoe de mensjewieken, sociaaldemocraten en andere socialistische stromingen gerekend worden. De strakke discipline in zijn eigen bolsjewistische partij heeft volgens hem sinds de opstand van 1905 bewezen de juiste weg te zijn om aan de macht te komen en te blijven. Zo verwerpt hij ook individuele terreur van bijvoorbeeld de anarchisten om redenen van doelmatigheid.

## Antwoord van 'links'
Lenin haalde in zijn geschrift zwaar uit naar de toen al levende linkse kritiek dat hij de dictatuur van de arbeidersklasse vervangen had door een dictatuur van de partij. Hij noemt onder anderen de Nederlandse tribunalisten. Zij zijn de kluts kwijt en hebben tot absurde verzinsels bijgedragen; het is belachelijke onzin en dom gedoe, klinklare onzin en kletskoek, en daarbij noemt hij onder meer in Duitsland een zekere Horner. Dat blijkt de Nederlander Anton Pannekoek te zijn, die in 1938 onder het pseudoniem Harper een uitgebreid antwoord schrijft onder de (Duitse) titel Lenin als Philosof.